# Identitate...
Identitate... este o operă literară scrisă de Ion Luca Caragiale, publicată pentru prima dată pe 27 aprilie 1909 în ziarul Universul.